# Gospel Truth
Gospel Truth è un album-raccolta di Mike Bloomfield pubblicato dalla Magnum America Records (anche dalle etichette Laserlight Records e Thunderbolt Records) nel novembre del 1996, nel gennaio del 2004 fu anche ripubblicato dalla Maisn Records, sempre con quindici brani. Il disco contiene brani già pubblicati negli album Cruisin' for a Bruisin' (1980), Between the Hard Place and the Ground (1977) e l'ultimo brano da Mike Bloomfield (1978).

## Tracce
1. Cruisin' for a Bruisin' – 3:49 (King, David) – (tratto dall'album Cruisin' for a Bruisin', 1980)
2. Linda Lu – 2:08 (Ray Sharpe) – (tratto dall'album Cruisin' for a Bruisin', 1980)
3. Papa Mama Rompha Stompin' – 3:28 (King, David) – (tratto dall'album Cruisin' for a Bruisin', 1980)
4. Junker's Blues – 2:32 (Champion Jack Dupree) – (tratto dall'album Cruisin' for a Bruisin', 1980)
5. Midnight – 3:46 (J. Vikki) – (tratto dall'album Cruisin' for a Bruisin', 1980)
6. It'll Be Me – 3:00 (Jack Clement) – (tratto dall'album Cruisin' for a Bruisin', 1980)
7. Motorized Blues – 4:15 (Nick Gravenites) – (tratto dall'album Cruisin' for a Bruisin', 1980)
8. Mathilda – 2:28 (G. Kjoury, H. Thierry) – (tratto dall'album Cruisin' for a Bruisin', 1980)
9. Winter Moon – 4:34 (Norman Dayron) – (tratto dall'album Cruisin' for a Bruisin', 1980)
10. Snow Blind – 5:00 (Jonathan Cramer) – (tratto dall'album Cruisin' for a Bruisin', 1980)
11. Lights Out – 1:44 (Little Walter) – (tratto dall'album Between the Hard Place and the Ground, 1977)
12. Your Friends – 6:45 (Deadric Malone) – (tratto dall'album Between the Hard Place and the Ground, 1977)
13. Orphan Blues – 5:06 (Robert Brown) – (tratto dall'album Between the Hard Place and the Ground, 1977)
14. Juke Point – 7:00 – (tratto dall'album Between the Hard Place and the Ground, 1977)
15. Knockin' Myself Out – 4:05 (Lillian "Lil" Green) – (tratto dall'album Mike Bloomfield, 1978)

## Musicisti
Brani dall'1 al 10
- Mike Bloomfield - chitarra, tastiere, voce
- Jon Cramer - pianoforte
- Ben Perkoff - sassofono tenore
- Derrick Walker - sassofono tenore
- Hart McNee - sassofono baritono
- Harry Oden - basso
- Tom Rizzo - batteria

Brani dall'11 al 14
- Mike Bloomfield - chitarra, voce
- Barry Goldberg - pianoforte
- Mark Naftalin - pianoforte
- Ira Kamin - organo
- Mark Adams - armonica
- "The Originals" - sassofoni tenore e baritono
- Roger Troy - basso, voce
- Doug Kilmer - basso
- George Rains - batteria
- Bob Jones - batteria

Brano 15
- Mike Bloomfield - chitarra, pianoforte, banjo 12 corde, voce
- Kraig Kilby - trombone
- David Shorey - basso, accompagnamento vocale
- Bob Jones - batteria